# Струс, Макс
Макс Струс (англ. Max Strus; род. 28 марта 1996, Кук, Иллинойс) — американский профессиональный баскетболист, выступающий за клуб НБА «Кливленд Кавальерс».

## Профессиональная карьера

### Чикаго Буллз (2019—2020)
После того, как Струс не был выбран на драфте НБА 2019 года он присоединился к «Бостон Селтикс» для участия в Летней лиге. В среднем он набирал 9,8 очков при 45% попаданий с игры в Летней лиге за «Селтикс». 22 июля 2019 года «Бостон» подписал двухсторонний контракт со Струсом. 13 октября 2019 года контракт был изменён на стандартный, для того чтобы «Селтикс» могли подписать Тако Фалля. После этого Джавонте Грин стал конкурентом Струса за попадание в окончательный состав «Селтикс». В конечном итоге Струс был отчислен незадолго до начала сезона.
22 октября 2019 года Струс подписал двухсторонний контракт с «Чикаго Буллз». Струс дебютировал в НБА 22 ноября 2019 года в матче проигранном против «Майами Хит», сыграв 5 последних минут и набрав 5 очков и 1 подбор. 21 декабря 2019 года в матче Джи-Лиги за «Винди-Сити Буллз» против «Лейкленд Мэджик» Струс получил разрыв передней крестообразной связки и ушиб кости на левом колене и выбыл до конца сезона.

### Майами Хит (2020—2023)
30 ноября 2020 года Струс присоединился к тренировочному лагерю «Майами Хит». Струс подписал двухсторонний контракт с «Хит» 19 декабря 2020 года.
11 февраля 2021 года Струс вышел на площадку в игре против «Рокетс» и набрал 21 очко, реализовав 5 из 8 трехочковых бросков.
1 августа 2021 года Струс присоединился к команде «Хит» для участия в Летней лиге НБА, а через пять дней подписал двухлетний контракт на сумму 3,5 миллиона долларов.
14 апреля 2023 года Струс набрал 31 очко в матче с «Чикаго Буллз». Не дотянув одно очко до рекорда своей карьеры, он вместе с Джимми Батлером набрал 62 очка в победе со счетом 102-91, отправив команду в плей-офф 2023 года. 6 мая Струс набрал 19 очков в 3-й игре полуфинала Восточной конференции против «Нью-Йорк Никс». 1 июня Струс не набрал ни одного очка, реализовав 0 из 10 в 1-й игре финала НБА против «Денвер Наггетс».

### Кливленд Кавальерс (2023—настоящее время)

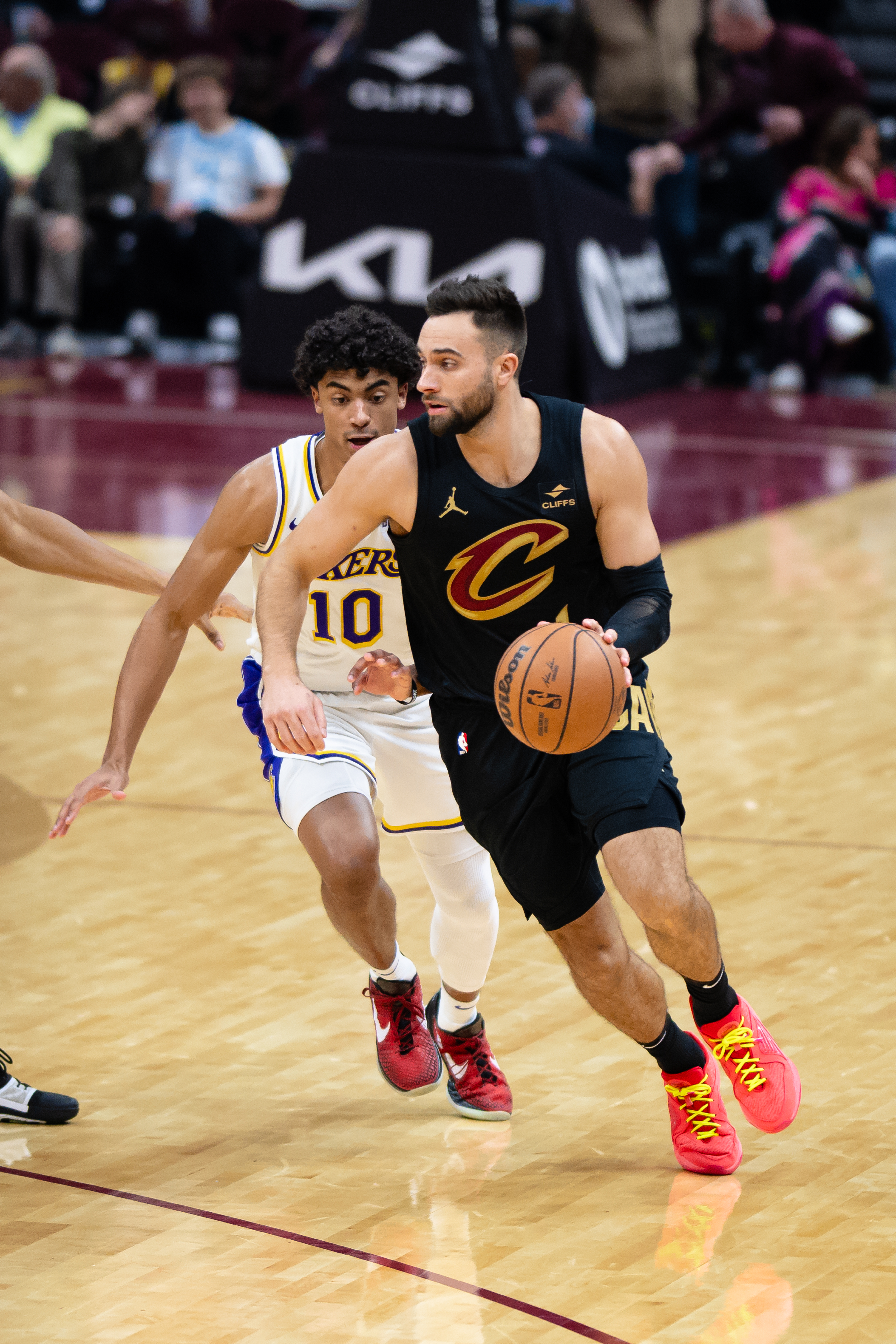
Струс в составе «Кавальерс» в 2023 году

6 июля 2023 года Струс перешел в «Кливленд Кавальерс» по схеме «сайн-энд-трейд».
25 октября 2023 года Струс дебютировал в составе «Кавальерс», набрав 27 очков при семи трехочковых бросках и 12 подборах в победе над «Бруклин Нетс» со счетом 114:113. Его семь трехочковых бросков стали самыми результативными для игрока в дебюте в истории «Кавальерс».
27 февраля 2024 года Струс набрал 21 очко в победе над «Даллас Маверикс» со счетом 121-119. В течение 67 секунд в конце четвертой четверти Струс реализовал пять трехочковых, включая победный бросок с 59 футов. Это был второй по расстоянию бросок с 1979 года, а Струс стал четвертым игроком за последние 25 лет, забросившим пять трехочковых за последние четыре минуты игры.
19 октября 2024 года «Кавальерс» объявили, что Струс пропустит начало сезона из-за растяжения правого голеностопа, полученного в результате индивидуальных тренировок во время предсезонки, на 6 недель. Струс уже пропустил две предсезонные игры из-за ушиба правого бедра.
11 декабря 2024 года было объявлено, что Струс дебютирует в сезоне 13 декабря в матче против «Вашингтон Уизардс».

## Статистика

### Статистика в НБА
| Сезон                                                                                    | Команда  | Регулярный сезон | Регулярный сезон | Регулярный сезон | Регулярный сезон | Регулярный сезон | Регулярный сезон | Регулярный сезон | Регулярный сезон | Регулярный сезон | Регулярный сезон | Регулярный сезон | Серия плей-офф | Серия плей-офф | Серия плей-офф | Серия плей-офф | Серия плей-офф | Серия плей-офф | Серия плей-офф | Серия плей-офф | Серия плей-офф | Серия плей-офф | Серия плей-офф |
| Сезон                                                                                    | Команда  | GP               | GS               | MPG              | FG%              | 3P%              | FT%              | RPG              | APG              | SPG              | BPG              | PPG              | GP             | GS             | MPG            | FG%            | 3P%            | FT%            | RPG            | APG            | SPG            | BPG            | PPG            |
| ---------------------------------------------------------------------------------------- | -------- | ---------------- | ---------------- | ---------------- | ---------------- | ---------------- | ---------------- | ---------------- | ---------------- | ---------------- | ---------------- | ---------------- | -------------- | -------------- | -------------- | -------------- | -------------- | -------------- | -------------- | -------------- | -------------- | -------------- | -------------- |
| 2019/20                                                                                  | Чикаго   | 2                | 0                | 3,1              | 66,7             | 0,0              | 100,0            | 0,5              | 0,0              | 0,0              | 0,0              | 2,5              | Не участвовал  | Не участвовал  | Не участвовал  | Не участвовал  | Не участвовал  | Не участвовал  | Не участвовал  | Не участвовал  | Не участвовал  | Не участвовал  | Не участвовал  |
| 2020/21                                                                                  | Майами   | 39               | 0                | 13,0             | 45,5             | 33,8             | 66,7             | 1,1              | 0,6              | 0,3              | 0,1              | 6,1              | 2              | 0              | 2,9            | 0,0            | -              | -              | 0,0            | 0,0            | 0,0            | 0,0            | 0,0            |
| 2021/22                                                                                  | Майами   | 68               | 16               | 23,3             | 44,1             | 41,0             | 79,2             | 3,0              | 1,4              | 0,4              | 0,2              | 10,6             | 18             | 18             | 29,0           | 37,4           | 33,1           | 72,2           | 4,1            | 2,1            | 0,8            | 0,4            | 10,9           |
| 2022/23                                                                                  | Майами   | 80               | 33               | 28,4             | 41,0             | 35,0             | 87,6             | 3,2              | 2,1              | 0,5              | 0,2              | 11,5             | 23             | 23             | 28,2           | 40,2           | 31,9           | 80,0           | 3,6            | 1,4            | 0,3            | 0,3            | 9,3            |
| 2023/24                                                                                  | Кливленд | 70               | 70               | 32,0             | 41,8             | 35,1             | 79,4             | 4,8              | 4,0              | 0,9              | 0,4              | 12,2             | 12             | 12             | 36,1           | 40,8           | 34,7           | 100,0          | 5,3            | 2,9            | 0,8            | 0,0            | 9,5            |
|                                                                                          | Всего    | 259              | 119              | 25,5             | 42,4             | 36,5             | 81,1             | 3,2              | 2,2              | 0,6              | 0,2              | 10,6             | 55             | 53             | 29,3           | 39,2           | 33,0           | 79,2           | 4,0            | 1,9            | 0,6            | 0,3            | 9,5            |
| Наведите курсор мыши на аббревиатуры в заголовке таблицы, чтобы прочесть их расшифровку. |          |                  |                  |                  |                  |                  |                  |                  |                  |                  |                  |                  |                |                |                |                |                |                |                |                |                |                |                |

### Статистика в Джи-Лиге
| Сезон                                                                                    | Команда          | Регулярный сезон | Регулярный сезон | Регулярный сезон | Регулярный сезон | Регулярный сезон | Регулярный сезон | Регулярный сезон | Регулярный сезон | Регулярный сезон | Регулярный сезон | Регулярный сезон | Серия плей-офф | Серия плей-офф | Серия плей-офф | Серия плей-офф | Серия плей-офф | Серия плей-офф | Серия плей-офф | Серия плей-офф | Серия плей-офф | Серия плей-офф | Серия плей-офф |
| Сезон                                                                                    | Команда          | GP               | GS               | MPG              | FG%              | 3P%              | FT%              | RPG              | APG              | SPG              | BPG              | PPG              | GP             | GS             | MPG            | FG%            | 3P%            | FT%            | RPG            | APG            | SPG            | BPG            | PPG            |
| ---------------------------------------------------------------------------------------- | ---------------- | ---------------- | ---------------- | ---------------- | ---------------- | ---------------- | ---------------- | ---------------- | ---------------- | ---------------- | ---------------- | ---------------- | -------------- | -------------- | -------------- | -------------- | -------------- | -------------- | -------------- | -------------- | -------------- | -------------- | -------------- |
| 2019/20                                                                                  | Винди-Сити Буллз | 13               | 12               | 34,9             | 41,5             | 30,5             | 96,3             | 5,8              | 3,2              | 0,8              | 0,5              | 18,2             | Не участвовал  | Не участвовал  | Не участвовал  | Не участвовал  | Не участвовал  | Не участвовал  | Не участвовал  | Не участвовал  | Не участвовал  | Не участвовал  | Не участвовал  |
|                                                                                          | Всего            | 13               | 12               | 34,9             | 41,5             | 30,5             | 96,3             | 5,8              | 3,2              | 0,8              | 0,5              | 18,2             | Не участвовал  | Не участвовал  | Не участвовал  | Не участвовал  | Не участвовал  | Не участвовал  | Не участвовал  | Не участвовал  | Не участвовал  | Не участвовал  | Не участвовал  |
| Наведите курсор мыши на аббревиатуры в заголовке таблицы, чтобы прочесть их расшифровку. |                  |                  |                  |                  |                  |                  |                  |                  |                  |                  |                  |                  |                |                |                |                |                |                |                |                |                |                |                |

### Статистика в NCAA
| Сезон | Команда | Conf     | Class | GP | GS | MPG  | FG%  | 3P%  | FT%  | RPG | APG | SPG | BPG | PPG  |
| --- | ------- | -------- | ----- | -- | -- | ---- | ---- | ---- | ---- | --- | --- | --- | --- | ---- |
| 2017/18 | Де Поль | Big East | JR    | 31 | 31 | 35,6 | 40,8 | 33,3 | 80,3 | 5,6 | 2,7 | 1,3 | 0,5 | 16,8 |
| 2018/19 | Де Поль | Big East | SR    | 35 | 35 | 37,4 | 42,9 | 36,3 | 84,2 | 5,9 | 2,2 | 0,9 | 0,5 | 20,1 |
| Всего | Всего   | Всего    | Всего | 66 | 66 | 36,6 | 42,0 | 35,0 | 82,5 | 5,8 | 2,5 | 1,1 | 0,5 | 18,6 |
| Наведите курсор мыши на аббревиатуры в заголовке таблицы, чтобы прочесть их расшифровку Статистика приведена с сайта sports-reference.com |         |          |       |    |    |      |      |      |      |     |     |     |     |      |